# Владимир Аснин
Владимир Илич Аснин (на руски: Владимир Ильич Аснин) е съветски и украински психолог, последовател на Виготски и представител на Харковската психологическа школа.

## Биография
Роден е през 1904 година в Кременчуг, Украйна. Завършва Академията за комунистическо възпитание Н. К. Крупска (1927) и аспирантура в Украинския научноизследователски институт по педагогика. Защитава докторска дисертация през 1936 г. От 1933 работи като преподавател по психология в Харковският педагогически институт, където между 1944 и 1950 ръководи катедрата по психология.
Умира през 1956 година в Харков на 52-годишна възраст.

## Научна дейност
През 30-те години на 20 век в сътрудничество с Леонтиев, Запорожец, Зинченко, Галперин и други представители на Харковската психологическа школа, разработва основите на психологическата теория на дейността. Към този период се отнасят неговите работи върху развитието на езиковото значение и мислене (в съавторство със Запорожец), пренасянето на действия и формирането на двигателни навици (в това число в съавторство с Леонтиев) и методология на емпиричното психологическо изследване.
В следвоенните години работи над въпроса за формирането на волята, дисциплиниране на поведението на учащите и мотивите за дейността на човека. През 1955 в Украйна излиза учебник по психология, където главата за волята и мотивите за дейностите е написана от Аснин.

## Материали и фрагменти за научната дейност и личността на Аснин
- Зинченко В. П. (2001). Предмет психологии? Подъём по духовной вертикали. „Человек“ N 5 2001 г. Интервью с В. П. Зинченко.
- Зинченко В. П. (2002). „Да, очень противоречивая фигура…“. Интервью с В. П. Зинченко 19 ноября 2002 года.
- Van der Veer, R. and van IJzendoorn, M. H. (1985). Vygotsky’s Theory of the Higher Psychological Processes: Some Criticisms. Human Development, 28, 1 – 9
- В. И. Аснин. Некролог. Вопросы психологии, 1956, #6